# Pavol Novák
Pavol Novák (* 26. März 1979 in Banská Bystrica) ist ein slowakischer Biathlet.
Pavol Novák startete international erstmals bei den Juniorenweltmeisterschaften in Jericho. Erstes gutes Ergebnis war ein achter Platz im Einzel bei der Junioren-WM im folgenden Jahr, die in Pokljuka stattfand. 2000 debütierte er in Ruhpolding im Biathlon-Weltcup. Mit der slowakischen Staffel schied er nach Überrundung aus. 2001 trat er in Pokljuka erstmals bei Biathlon-Weltmeisterschaften an. Beste Platzierungen war ein 75. Platz im Einzel und ein 18. Staffelplatz. In Osrblie gewann er 2003 als 30. im Sprint seinen ersten Weltcuppunkt. In Oberhof schaffte er im Rahmen der Biathlon-Weltmeisterschaften 2004 als 17. im Sprint sein bestes Weltcupergebnis. Nach der WM trat er in Östersund bei den Militärweltmeisterschaften an, wo Novák 20. im Sprint und Sechster im Patrouillenlauf wurde.

## Biathlon-Weltcup-Platzierungen
Die Tabelle zeigt alle Platzierungen (je nach Austragungsjahr einschließlich Olympische Spiele und Weltmeisterschaften).
- 1.–3. Platz: Anzahl der Podiumsplatzierungen
- Top 10: Anzahl der Platzierungen unter den ersten zehn (einschließlich Podium)
- Punkteränge: Anzahl der Platzierungen innerhalb der Punkteränge (einschließlich Podium und Top 10)
- Starts: Anzahl gelaufener Rennen in der jeweiligen Disziplin

| Platzierung                      | Einzel | Sprint | Verfolgung | Massenstart | Staffel | Gesamt |
| -------------------------------- | ------ | ------ | ---------- | ----------- | ------- | ------ |
| 1. Platz                         |        |        |            |             |         |        |
| 2. Platz                         |        |        |            |             |         |        |
| 3. Platz                         |        |        |            |             |         |        |
| Top 10                           |        |        |            |             | 4       | 4      |
| Punkteränge                      | 1      | 1      |            |             | 23      | 25     |
| Starts                           | 18     | 36     | 3          |             | 25      | 82     |
| Stand: nach der Saison 2009/2010 |        |        |            |             |         |        |